# Pakgne
Pakgne est une web-série de comédie créée par Marcelle Kuetche et Muriel Kamcheu. Le pilote a été mis en ligne sur le site YouTube en juillet 2017. Ce pilote a permis à la série d'obtenir un contrat de diffusion avec VoxAfrica, chaîne locale dirigée par Rolande Kammogne,.
La série est centrée sur deux jeunes filles Mandeffo et Poupy qui font du commérage appelé localement Kongossa.

## Synopsis
Pakgne est le commérage raconté entre Mandeffo et Poupy au sujet d'une jeune fille qui emprunte des vêtements au voisinage pour améliorer son apparence. La première saison de cette web série est réalisée par Salem Kedy.

## Distribution
| Acteur           | Personnage(s) | Saisons           |
| ---------------- | ------------- | ----------------- |
| Muriel Blanche   | Mandeffo      | Toutes (régulier) |
| Marcelle Kuetche | Poupy         | Toutes (régulier) |

## Guests
- Fanicko, chanteur béninois a joué dans l'épisode 2 de la saison 2[4].
- Mink's, rappeur camerounais a été invité pour l'épisode 4 de la saison 2, intitulé « La Saint Valentin »[5],[6].
- Stanley Enow, rappeur camerounais dans le rôle de Dagobert à l'épisode 13 de la saison 2[7],[8].

## Production
La série est née à la suite d'une relation d'amitié résultant des rencontres lors de castings. L'idée vient des histoires drôles de Marcelle Kuetche qui font rire sa colocataire et les visiteurs de passage dans leur appartement à Douala.

### Saison 1 (2017)
La première saison est composée de vingt-quatre épisodes.

### Saison 2 (2018)
Voxafrica entre en jeu et propose aux productrices l'entrée en scène d'autres personnalités du milieu des médias notamment Mink's, un rappeur camerounais, Fanicko, Numerica, Stanley Enow. La saison 2 est composée de vingt-et-un épisodes d'environ 7 à 8 minutes et diffusée sur VoxAfrica.

### Saison 3 (2019)
La troisième saison est composée de onze épisodes.

## Récompenses
- 2019 : Nomination au Canal 2Or "Meilleure Web Série"[9],[10],[11]